# Send the Fire (Worship Sessions Volume 2)
Send the Fire (Worship Sessions Volume 2) è l'ottavo album in studio del cantautore statunitense Neal Morse, pubblicato il 14 marzo 2006 dalla Radiant Records.

## Descrizione
Secondo disco appartenente alla serie Worship Sessions, Morse lo ha descritto come un album «di lode, fede, speranza e amore»:

## Tracce
Testi e musiche di Neal Morse.
1. I Worship You with My Life – 4:27
2. Cloudburst – 7:54
3. There Is Life – 4:10
4. Reach – 5:59
5. You Are Needed in This House – 6:00
6. Send the Fire – 4:43
7. Hide Thou Me – 6:14
8. God of Glory – 4:13
9. I Give All – 8:35
10. Come Unto Me – 3:44
11. He's Able – 6:35
12. The Kind of Heart – 5:40

## Formazione
- Neal Morse – voce, tastiera, chitarra, basso
- Scott Williamson – batteria (eccetto tracce 9, 11 e 14)
- Mark Leniger – batteria (tracce 9 e 11)
- Luke Pugliese – batteria (traccia 14)
- April Zachary, Debbie Bresee – cori